# 이경성
이경성(1964년 2월 16일 ~ (음력 1월 4일)~)은 대한민국의 배우이자 동국대학교 연극영화학과를 졸업하였다.

## 학력
- 1980년 ~ 1983년 경복여자상업고등학교 (졸업)
- 1983년 ~ 1987년 동국대학교 연극영화학과 (졸업)

## 수상
- 2018 제39회 서울 연극제 연기상
- 2017 부천예술 공로상

## 경력
- 극단 민들레 단원
- 1987년 ~ 1994년 국립극단 단원

## 드라마
- 2022년 JTBC 토일드라마 나의 해방일지 - 곽혜숙 역
- 2023년 JTBC 토일드라마 킹더랜드 - 모성해 역

## 영화
- 2025년 검은 수녀들 - 아주머니 환자 역
- 2021년 멀리가지마라 - 조연 역
- 2020년 자매들의 밤  -  미희 역
- 2009년 실종 - 중년 부인 역

## 연극
- 2021년 그류? 그류!
- 2020년 들꽃
- 2020년 전쟁터의 소풍
- 2019년 전쟁터의 소풍
- 2018년 그류? 그류!
- 2018년 죽기살기
- 2017년 경식아 사랑해
- 2017년 툇마루가 있는 집
- 2016년 소풍
- 2013년 벚나무 그늘 아래에서 벌어지는 한 가문의 몰락사
- 2012년 전하의 봄
- 2012년 전하의 봄
- 2012년 그류? 그류!
- 2011년 그류 그류
- 2011년 상계동 덕분이